# デスルフォバルブス属
デスルフォブルブス属はグラム陰性の非芽胞形成偏性嫌気性桿菌。デスルフォバルブス科に属し、その基準属である。一本の極鞭毛を有する。硫酸塩を硫化水素に還元する硫酸還元菌に分類される。基準種はデスルフォバルブス・プロピオニクス。
海水や汽水中に生息する。デスルフォビリジンは有さない。プロピオン酸を炭素源として利用し、酢酸と二酸化炭素に分解するが酢酸は利用できない不完全酸化型である。